# Uketsu
Uketsu (雨穴) est un youtubeur et écrivain japonais.

## Biographie
De deux à six ans, Uketsu vit en Angleterre. Quand il commence à faire des vidéos sur YouTube, Uketsu travaille dans un supermarché.

## YouTubeur
Uketsu a 1,7 million de souscripteurs pour sa chaîne YouTube.

## Œuvre littéraire
Les livres d'Uketsu sont ancrés dans les problèmes sociaux du Japon.
Le premier livre, Maison étrange (変な家), a été publié le 20 juillet 2021. L'intrigue débute avec le plan d'une maison, dont l'organisation des pièces semble cacher un mystère inquiétant. Cette histoire, qui était parue sur YouTube en 2020, a été adaptée en manga en 2023, avec le dessinateur Kyō Ayano, puis au cinéma par Junichi Ishikawa (石川淳一) en 2024. Le film a réalisé un chiffre d'affaires de plus de 5 milliards de yens.
Le deuxième livre d'Uketsu, Strange pictures, paru au Japon le 20 octobre 2022, s'est vendu à plus d'un million et demi d'exemplaires, d’après son éditeur. Il a été traduit dans une trentaine de pays. Il y combine diagrammes, images et texte pour composer une histoire d'horreur complexe. L'histoire débute avec l'analyse d'un dessin fait par une fillette de 11 ans ayant assassiné sa mère. Dans les trois histoires constituant le récit, on rencontre deux étudiants fascinés par un blog mystérieux, une femme cherchant à protéger un petit garçon, et un journaliste amateur qui essaye d'élucider un meurtre. Le livre a été décrit comme «un petit casse-tête effrayant et délicieux». 
En 2023, les deux nouveaux livres de fiction les plus vendus de l’année au format de poche (tankôbon) au Japon sont des livres d'Uketsu, respectivement Maison étrange  et Strange pictures. 

### Influences
Uketsu dit s'inspirer d'Edogawa Ranpo.

## Purikura
Fin 2024, Uketsu, en collaboration avec la compagnie de jeux FuRyu a mis au point des cabines de purikura scénarisées pour raconter une histoire d'horreur,.

## Apparences
Uketsu apparaît en public et dans ses vidéos toujours habillé d'un "bodysuit" (survêtement de sport nautique) noir et portant un masque blanc. Sa voix est alors électroniquement modifiée.

## Œuvres

### Romans
- (ja) Henna Ie (変な家?) (jp), Asukashinsha,‎ 20 juillet 2021 (ISBN 978-4-86410-845-4) Publié en anglais sous le titre Strange Houses.
- (ja) Henna E (変な絵?) (jp), Futabasha Publishers Ltd,‎ 20 octobre 2022 Publié en français sous le titre Strange Pictures, traduit par Silvain Chupin, Éditions du Seuil, janvier 2025  (ISBN 978-2-02-157810-2).
- (ja) Henna E 2 (変な家２　〜11の間取り図〜?), Asukashinsha,‎ 15 décembre 2023, 440 p. (ISBN 9784864109826) Une suite de Strange Houses, comportant 11 plans de maisons.

### Manga
- The Strange House (en), avec Kyo Ayano (dessin), depuis juin 2023, cinq volumes. Traduit en anglais par Seven Seas Entertainment.
- Strange Pictures, avec Aiba Noriyuki (dessin), depuis mars 2024, deux volumes publiés.